# 교육 기술

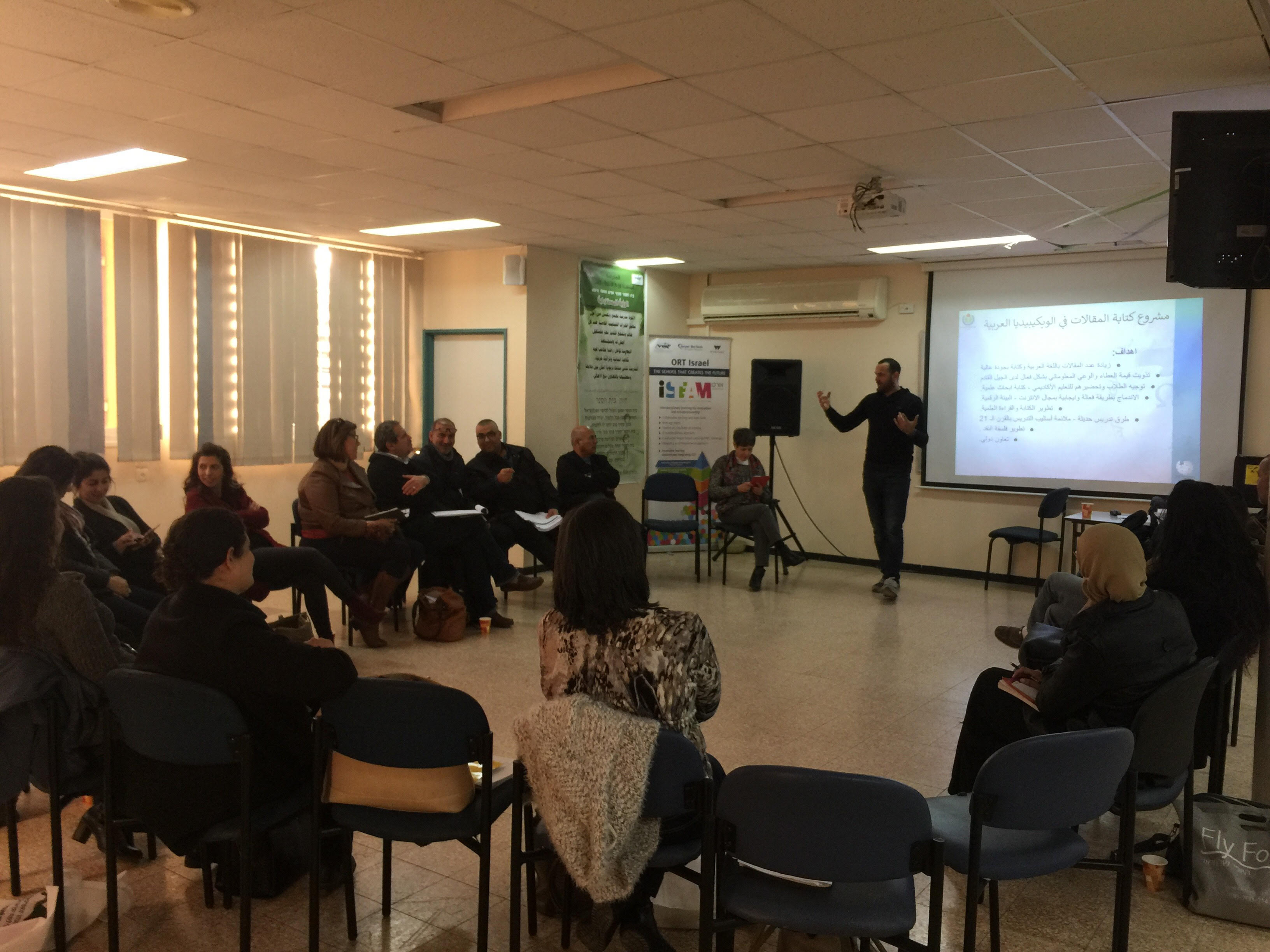

교육 기술(영어: educational technology. 일반적으로 에듀테크(edutech) 또는 에드테크(edtech)로 약칭)은 컴퓨터 하드웨어, 소프트웨어, 교육 이론 및 실습을 결합하여 학습과 교육을 용이하게 하는 것이다. "에드테크"(EdTech)라는 약어로 언급될 때는 종종 교육 기술을 만드는 회사 산업을 의미한다.
교육 공학(敎育工學, 영어: educational technology)은 교육학의 한 분야로서, 교육 현장을 개선하고 교육 효과를 높이는 방법을 설계, 개발, 평가하는 학문이다.

## 정의 및 개념

### 정의
교육공학은 교육의 과정(過程)을 향상하기 위해서 기술공학과 자동화체제까지를 포함하는 여러 가지 수단을 개별적으로나 또는 체제적(體制的)으로 활용하는 방안이라고 할 수 있다. 그렇지만 교육공학은 발전하는 과정에서 학자들마다 주안점을 달리하는 경우가 많았기 때문에, 공통적인 한 가지 정의가 있는 것은 아니다. 다만 대체적으로는 1994년 미국의 Association for Educational Communications and Technology(AECT)의 정의를 따르는 추세이다. 또한, 과거에는 교육공학(educational technology)과 교수공학(instructional technology)을 구별하기도 했으나, 최근에는 구별 없이 혼용하는 경우가 많다.
- 1963년, Association for Educational Communications and Technology(AECT)

교수공학의 실용적 정의를 제공하고, 시청각 매체에 관하여 최초로 공식적으로 정의하였으며, 결과 지향적인 관점에서 과정 지향적인 관점으로 전환하는 태도를 보였다.
시청각 통신은 학습과정을 통제하는 메시지의 설계와 활용에 관한 교육이론과 실제의 일부이다. 이를 위해 첫째로 학습과정에 활용할 수 있는 도식적/비도식적 메시지의 독특함과 상대적 장단점에 대한 연구, 둘째로 교육환경에서 인간과 도구들에 의해 메시지를 구조화하고 체계화하는 일을 수행한다. 이는 수업체제의 각 구성요소들과 전체적인 부분을 계획, 제작, 선정, 관리, 활용하는 것을 포함한다. 시청각 통신의 실제적 목적은 학습자의 잠재력을 완전히 개발하는 데 기여할 수 있는 모든 방법과 통신매체의 효율적 활용에 있다.

- 1968년, 엘리

교육공학은 학습의 과정에 영향을 미치는 메시지의 설계와 활용에 관하여 주로 다룬다.

- 1968년, Silverman

교육공학은 절차와 장치에 초점을 두는 상대적 교육공학과 바람직한 결과를 얻기 위해 수업문제의 분석, 평가도구의 구성 및 선정, 제작 기법 및 장비 등에 초점을 두는 구성적 교육공학의 두 가지 개념을 포함한다.

- 1970년, 교수공학위원회

구체적인 목표를 가지며 연구에 기초한 효과적인 교수를 추구하였다.
교수공학은 두 가지 방식으로 정의될 수 있다. 첫째는 교사, 교재, 칠판과 같이 교수목적에 활용될 수 있는 커뮤니케이션 매체이며, 둘째는 인간학습과 커뮤니케이션 연구에 근거한 구체적인 목표를 가지고 교수학습의 전체적인 과정을 체계적으로 설계, 실행, 평가하며, 효과적인 수업을 위하여 인간/비인간 자원들을 활용하는 방식이다.

- 1970년, 실버(Silber)

교육공학은 체계적인 방법으로 교수 체제 요소를 개발하고 관리하는 것으로 정의하였다.
수업공학은 교육문제를 해결할 목적으로 체계적인 방식에 따라 수업체제의 구성요소들(메시지, 인적자원, 자료, 장비, 기법, 환경)의 개발(연구, 설계, 제작, 평가, 지원, 활용)과 그 개발을 조직적, 개인적으로 관리하는 것이다.

- 1971년, Collier et al.

교육공학은 인간학습의 과정을 개선하기 위한 체제, 기법, 보조물 등의 적용을 포함하는데, 학습자가 성취할 목표의 정의, 학습주제의 분석과 구조화를 위한 학습원리의 적용, 적절한 매체의 선정과 활용, 그리고 코스와 자료의 효과성을 평가하기 위한 적절한 학습자 수행 평가 방법의 활용 등 네 가지 구체적인 특징을 포함한다.

- 1971년, 매켄지(MacKenzie)와 에라우트(Eraut)

교육공학은 교육목적을 성취하기 위한 수단에 대한 체계적인 연구이다.

- 1972년, Association for Educational Communications and Technology(AECT)

교육공학은 포괄적인 학습자료를 체계적으로 확인, 개발, 조직, 활용하고 이 과정들을 관리함으로써, 인간 학습을 촉진시키는 데 관련된 분야이다.

- 1976년, Cleary et al.

교육공학은 수업원리의 적용에 활용된 전체적인 방법론이며 일련의 기법들에 관련된 것이다.

- 1977년, Association for Educational Communications and Technology(AECT)

교육공학은 인간 학습에 관련된 모든 분야의 문제들을 해결하기 위하여 문제를 분석하고 해결책을 고안, 적용, 평가, 관리하는 인간, 절차, 이념, 장치 및 조직을 포함한 복합적이고 통합된 과정이다.

실천가로서의 역할이 강조되었으며, 교수공학과 교육공학의 구분이 사라졌다.
- 1989년, 하인니히(Heinich)

교수공학은 수업과 학습이라는 실제적 과제를 해결하기 위하여 인간 학습에 관한 과학적 지식을 적용하는 것이다.

- 1990년, 가네(Gagne)

교수공학은 효과적인 학습을 위한 조건들을 연구하고 확립하는 데 관여하는 것이다.

구성주의자적 학습환경 관점에서 한계점이 있다. 포괄적이며 체제지향적인 정의를 하였다.
- 1991년, 젠트리(Gentry)

교수공학은 행동과학과 자연과학 개념들과 다른 지식으로부터 유출된 전략과 기법을 교수 문제 해결에 체계적으로 적용하는 것이다.

교육공학은 교육적인 문제들을 해결하기 위하여 적용되는 교수, 학습, 개발, 관리, 그리고 다른 과학기술들의 통합이다.

- 1993년, 하인니히(Heinich), 몰렌다(Molenda), 러셀(Russell)

교수공학은 인간 학습에 관한 우리의 과학적인 지식을 교수와 학습이라는 실제적인 업무에 적용하는 것이다.

- 1994년, Association for Educational Communications and Technology(AECT), Seels & Richey

교수공학이란 학습을 위한 과정과 자원의 설계, 개발, 활용, 관리 및 평가에 관한 이론과 실제이다.

연구적인 학문이자 실제적인 학문임을 강조하였다.
이 정의는 전문적 학자가 학회의 후원을 받고 광범위한 연구와 조언을 받으면서 도출되는 과정을 거쳤는데, 주목할 만한 것은 교육공학 대신 교수공학을 전면에 내세운 점이다.
- 2004년, Association for Educational Communications and Technology(AECT), Definition and Terminology Committee

교육공학은, 적합한 과학/기술적 과정과 자원을 창출/활용/관리함으로써, 학습을 촉진하고 성과를 향상시키기 위한 연구이자 직업윤리적 실천이다.(Educational Technology is the study and ethical practice of facilitating learning and improving performance by creating, using, and managing appropriate technological prcesses and resources.)

- 2008년, Association for Educational Communications and Technology(AECT), Definition and Terminology Committee

교육공학은 적절한 과학기술적 과정과 자원을 창출하고 활용하며 관리하여 학습을 촉진하고 수행을 향상시키려는 연구와 윤리적 실천이다.
(Educational technology is the study and ethical practice of facilitating learning and improving performance by creating, using, and managing appropriate technological process and resources)

### 개념
교육공학의 개념에 대해서는 몇 가지 견해가 있다. 교육에 필요한 도구나 기술을 만들어내는 것, 과학기술 수단을 교육 활동에 응용하는 것 등이다. 제2차 세계대전 이후 활발하게 연구가 진행되었으며 1980년대까지는 아직 새로운 영역이었다고 할 수 있다. 2000년대 이후로는 인터넷의 보급에 힘입어 급격하게 성장하고 있는 연구 분야이다.
본래 교육공학은, 생산업 등에서 볼 수 있는 문서화를 교육 현장이라도 적용하려고 하는 '교육 기술의 체계적 집합체'로 다루어졌다. 현대에 와서는 교육공학을, 보다 창조적이고 효율적인 교육을 행하기 위한 기술을 연구하는 학문이라 할 수 있으며, 교육으로 활용되는 정보에 대해 연구하는 교육 정보학, 정보의 교육에 대해 연구하는 정보 교육론 등이 기초를 이루고 있다. 현대의 교육공학에 있어서는 정보학 또는 교육 방법학 등과 함께, 슬라이드, 프로젝터, 영상, 오버헤드 프로젝터, 컴퓨터와 같은 매체를 교육에 활용하는 방법에 대해서도 연구하며, 이러한 기기의 기초적 측면이 연구되기도 한다.
기초론과 응용론의 구분이 엄격한 것은 아니며, 기초적 영역으로부터 응용적 영역까지를 총체적으로 취급하고 있는 경우가 많다. 이러한 점에서 볼 때, 교육공학이란 '과학기술을 교육에 응용하는 것'이며, 교육에 관해서 과학기술 요소를 가지는 연구의 총칭이라고 할 수 있다.

### 관점
교육공학을 어떻게 보느냐 하는 관점은 크게 두 가지로 구분할 수 있다. 첫째는 기계나 과학기술 기재(機材)로서 교원을 대신할 수 있다고 하는 입장이고, 둘째는 교육공학적인 수단이 고안품이든지 체제이든지 어디까지나 가르치는 사람이나 배우는 사람의 수단에 지나지 않고 사람을 대신해서는 안 된다는 입장이다.
전자의 경우는 과학기술 수단들을 가르치는 기능을 중심으로 생각하는 것이다. 종래에 교사가 설명하고 시범하던 것을 시청각기재나 프로그램 교재나 교수기계로 대신함으로써 교원을 대신하게 한다는 것이다. 이와 같이 함으로써 교원의 부담을 경감하고 교육비도 절약할 수 있다는 것이다. 말하자면 교사의 노동 위주의 교육에서 자본과 기재를 겸용한다는 것이다.
후자는 인간을 중심으로 하되 특히 배우는 사람을 위주로 생각하는 것이다. 교사는 지식 내용이나 기술을 전수하는 것과 동시에 학생을 인격적으로 지도하기도 하는데, 교사가 지식 내용이나 기술에 관하여 설명하고 시범하는 것은 학생측에서 보면 여러 가지 제한이 있다. 즉 교사가 하게 되면 집단을 대상으로 하여 같은 속도로 해야 하고 여러 번 반복하거나 개별 학생의 속도에 맞게 할 수 없다. 그렇게 하려면 교사의 수가 크게 증가해야 되는데, 그것을 위한 교육비가 부족하다. 그러므로 이런 내용의 학습은 보다 더 효과적이고 학생들의 자율적이고 개별적인 학습에 적합하게 고안되고, 과학기술 수단들을 활용하고, 그 대신 교사는 학생들을 인격적으로 지도하거나 자율적·개별적으로 각자에게 알맞게 학습하도록 학습계획을 세우고 평가하는 것을 조력하는 데 주력하게 한다는 것이다. 말하자면 교사는 교사대로 그가 아니면 할 수 없는 인간적·인격적인 면의 일을 하고, 학생은 학생대로 그들에게 알맞고 자율적으로 학습하는 데 과학기술 수단이나 자동화체제를 활용한다는 것이다.

### "공학"과의 관계
교육공학(educational technology)과 관련하여, 영어의 'technology'를 한국어로 번역할 때 일반적으로는 "기술"이라고 한다. "educational technology"를 "교육공학"이라고 한 이유로는 "기술"에 비해 "공학"으로 이름 짓는 것이 좀 더 ‘학문적으로’ 보였기 때문이라는 설이 있다. 한편으로는 '공학'에는 '기술자 양성'이라는 분야가 포함되어 있지만, 'Educational Technology'에는 '교육기술자 양성'이라는 분야가 포함되지 않게 되는 것 같아서라는 설도 있다. 어찌 되었든 "educational engineering"이라는 용어가 공존하고 있어서 'technology'와 'engineering'을 구분해야 함에도 educational technology를 "공학"이라고 한 것은 잘못이며 편의성 등을 앞세워버린 작명이다. 학부에서 교육공학 과정은 대체로 공학부가 아닌 교육학부에 속해 있다. 덧붙여 정보 공학을 기반으로 접근하는 경우도 있는데, 이러한 개별적인 연구는 공학부 등 다양한 학부에서 다루고 있다.
그리고, 학자들이 오랫동안 다음과 같이 'Educational Technology'의 'technology' 의미를 정립하기 위해 노력해왔는데, 이러한 '의미'들이 '공학(engineering)'을 설명하고 있지 않다는 것만은 분명하다.
| 연도   | 학자      | 정의 |
| ------ | --------- | --- |
| 1955년 | Beard     | "technology란 좁게는 실험실습실과 기계 장치로 구성되며, 넓게는 사물과 작업에 대한 과학적 태도와 방법으로 구성된다."      |
| 1963년 | Ely       | "technology는 실제적이고 유용한 목표에 관한 많은 원리들의 체계적인 집합체이다."                                          |
| 1964년 | Finn      | "technology는 기계적 생산품 또는 발명품 이상으로 체계적 사고의 과정이며 방식이다."                                       |
| 1967년 | Galbraith | "technology란 과학적으로 조직화된 지식을 실제적 과제에 체계적으로 적용하는 과정이다."                                    |
| 1968년 | Saettler  | "technology라는 단어는 반드시 기계류를 사용하는 것을 의미하는 것이 아니라 과학적 지식을 활용하는 실제적 기법이다."       |
| 1983년 | Simon     | "technology는 과학적으로 결정된 법칙을 적용함으로써 인간이 물리적 자연을 정복하고자 하는 하나의 합리적인 학문이다."      |
| 1991년 | Gentry    | "technology란 문제를 해결하기 위하여 행동과 물리적 과학의 개념, 기타 다른 지식을 체제적이며 체계적으로 적용하는 것이다." |

## 이론적 기반
교육공학은 교육심리학 분야를 그 이론적 기반으로 하고 있다. 교육심리학에서의 행동주의, 인지주의, 구성주의를 기초로 하여 교수학습이론들이 도출되었다. 또한 이러한 이론들은 교수설계를 하는 바탕이 된다.

### 행동주의
이 이론적 기반은 20세기 초에 이반 파블로프, 에드워드 썬다이크, 에드워드 C. 톨먼, 클라크 L. 헐, B.F. 스키너 등의 동물 학습 실험에서 시작되었다. 많은 심리학자들이 이러한 이론들을 바탕으로  인간의 학습 활동을 설명하려고 노력했다. 행동주의 학자들은 인간이 학습을 통하여 행동이 변화해야 함을 강조하였다.

### 인지주의
인지 과학은 교육자들이 학습을 바라보는 관점을 변화시켰다. 1960년대와 1970년대의 인지 혁명이 시작된 이래로, 학습 이론은 거대한 변화를 겪었다. 인지주의 이론은 행동을 넘어 뇌에 기초한 학습을 설명하려 하였다. 인지주의자들은 학습을 촉진하기 위해 인간의 기억이 어떻게 동작하는지에 주목했다.
애킨슨-쉬프린 기억 모형, 배델레이의 작동 기억 모형과 같은 기억 이론들이 인지주의 심리학의 이론적 기반으로 제기되었다. 학습에 대한 새로운 인지주의적 기반은 1970년대에서 1990년대에 이르는 동안 큰 성과를 보였다. 컴퓨터 과학과 정보 기술이 인지주의 과학이론에 지대한 영향을 미쳤다. 작동 기억(주로 단기 기억이라고 알려져 있다)과 장기 기억의 인지주의적 개념은 컴퓨터 과학 분야의 연구 및 기술에 의해 더욱 발달하게 되었다. 이밖에 노엄 촘스키도 인지주의 과학 분야에 큰 영향을 주었다. 오늘날 연구자들은 인지부하(cognitive load)와 정보 처리(information processing) 이론과 같은 주제에 집중하고 있다.

### 구성주의
구성주의는 1990년대에 많은 교육자들이 관심을 가진 학습 이론(또는 교육 철학)이다. 구성주의에 따르면, 실세계에서 인간이 여러 가지 환경과 상호작용하는 것처럼, 학습자 스스로가 새로운 정보로부터 의미를 구성해낸다고 한다. 구성주의자들은 학습에서 새롭고, 관련 있고, 적응할 수 있는 개념을 도출하기 위해서는, 학생들에게 배경 지식과 경험을 사용할 수 있는 학습 환경이 필요하다고 한다. 구성주의자 교육자들은, 선행 학습 경험이 적절하도록 해야 하며 가르치는 것의 개념과도 관련이 있도록 해야 한다. 1997년 조나센은, '잘-구조화된' 학습 환경은 초보 학습자에게 유용하며, '잘못-구조화된' 환경은 좀 더 진보한 학습자에게만 유용하다고 주장하였다. 가르칠 때 구성주의적 시각을 가지고 기술을 활용하는 교육자들은 문제 해결 환경에서 아마도 선행 학습을 강화하는 기술을 선택해야 할 것이다.

## 역사
교육공학은 과학기술을 통해서 만들어지는 교육의 수단이 발달한 데서 비롯하였다. 종래에도 교육을 하는 데 도구와 자료를 썼다. 예를 들면 칠판, 분필, 교과서를 도구 및 자료로 활용하면서 입으로 말하고 손으로 글을 쓰고 그림을 그리는 방법을 썼다. 이러한 도구, 자료, 방법을 사용하는 것을 교육공학이라고 하기는 어렵다.
현대에 이르러서야 본격적으로 교육에 과학기술 수단이 도입, 활용되기 시작했다. 예를 들면 1964년 아타나시시우스 키르처(Athanasius Kircher)는 슬라이드 영사기의 전신인 환등기(magic lantern)를 로마(Rome)에서 전시한 일이 있다. 물론 당시에 그것이 교과서, 괘도 같은 것보다 훨씬 값비싼 것이어서 교육에 폭넓게 활용되지는 못했지만, 이것은 과학기술을 교육에 도입하려는 시도였다고 할 수 있다.
그 후 19세기에서 20세기 중엽에 이르는 동안에 유럽과 미국을 중심으로 축음기, 환등기, 무성 및 유성 영화, 라디오, 텔레비전 등이 발전했다. 이러한 시청각 매체들은 대체로 교육과는 별도로 발전한 것인데 이러한 것을 교육에 도입하여 활용하기 시작했다. 이것이 교육에 충분히 적합하지는 않았으나 과학기술 매체로서 시청각 교육이라는 이름으로 교육에 널리 활용된 것이다.
20세기 중엽에서부터 교수 기계(敎授機械, teaching machine), 프로그램 교수(programmed instruction), 언어 실습실(language laboratory), 컴퓨터 보조 학습(computer assisted instruction, CAI) 같은 것이 발전하고 있다. 이런 것은 종래의 경우와 달리 과학기술을 교육과 직결시켜서 고안하였거나, 또는 교수·학습(의 전 과정과 관련시켜서 활용하여 교수－학습과정 자체를 과학기술적으로 새롭게 체계화하려고 하기에 이른 것이다. 이와 같은 것이 새로 고안되면서 "Educational Technology"라는 용어가 광범위하게 알려지기 시작했다.
미국의 경우에는 1950년대에 교수기계(敎授機械)나 프로그램 교수가 가지고 있는 특정한 심리학설의 이론적 근거나 고안품의 한계를 넘어서 교수－학습의 전 과정을 프로그램화하고 체계화하려는 시도가 결실을 거두기 시작했다. 이것은 교수－학습의 목적설정에서부터 학습내용의 선정과 프로그램화 또는 계열화(系列化), 시간표의 작성과 학습 집단 편성, 교원조직과 보조원의 활용 및 교실시설의 다양화와 재조직, 교수－학습의 전개, 그리고 평가향상에 이르기까지의 모든 과정에서 새로운 교육매체와 과학기술 수단을 씀으로써 교육의 효과를 올리도록 재체계화하는 접근방법이 발전했다.
대한민국에는 시청각 매체의 활용이 해방 전에 전혀 없었던 것은 아니지만 해방 후에 널리 소개되었다. 오늘날도 교육비 문제로 충분히 활용되지는 못하고 있으나 일반적으로 많이 알려지고는 있다. 1960년대 말에 교육공학이 대한민국에 소개되고, 현재는 그 용어가 널리 알려지고 있다.

## 기술 수단
교육에 활용되는 기술 수단들은 크게 세 가지로 구분한다. 첫째는 메시지의 전달을 효과적으로 하는 것, 둘째는 그 전달과 반응을 효과적으로 하는 것, 셋째로 학생이 학습 내용 선택과 진도를 자유스럽게 하고, 자료를 처리하는 것을 효과적으로 하는 것 등이다.
축음기·녹음기 같은 것은 청각을 통해서 교육내용을 효과적으로 전달할 수 있는데, 후자는 테이프에 녹음하고 녹음한 것을 다시 들을 수 있도록 되어 있어서 전자에 비해서 활용의 범위가 넓다. 최근에는 테이프를 카세트에 넣어서 쓸 수 있게 하여 조작을 더 편리하게 하고 있다. 특히 언어를 학습하는 데 카세트를 루프로 해서 자동적으로 같은 내용을 반복하도록 하고 있으므로, 카세트를 다시 넣지 않고도 같은 것을 다시 들을 수 있다. 환등·오버헤드 프로젝터·무성 영화 같은 것은 시각을 통해서 문장이나 실물 또는 사건 현장을 사진 또는 그림으로 볼 수 있게 한다. 앞의 두 가지는 장면이 움직이지 않는 대신 오래 볼 수 있고, 후자는 장면이 동적인 대신에 같은 장면을 오래 보려면 필름이 많이 소비된다. 유성영화는 시청각을 겸하는 것이다. 녹음장치와 환등 등의 무성영화를 겸용하여 시청각을 합하기도 하고, 또 영사기의 특수 장치를 가해서 화면을 정지시키기도 한다.
라디오와 텔레비전은 방송국을 통해서 널리 수신 또는 시청하도록 하는 것으로서 교육에 활용된다. 이것은 방송되는 시간표에 학습시간을 맞추어야 하는데, 여기에서 오는 제한은 비디오 테이프 레코더(videotape recorder：VTR)를 이용함으로써 극복된다. 또 텔레비전은 시청 범위에 한도가 있는데, 이 제한을 극복하기 위해서 인공위성을 이용하기도 하고, 비행기에 중계장치를 싣고 고공을 선순(旋巡)하는 방법도 있고, 중계장치를 실은 풍선을 고공에 정착시키기도 한다. 텔레비전이 가지고 있는 다른 제한점은 채널이 한정된 것인데, 이것을 극복하기 위해서 CATV가 고안되어 개발되었다.
다음으로 전달과 반응을 효과적으로 하는 방안이 있다. 이것은 비교적 단순한 것에서부터 자동화된 것까지 있다. 학생반응장치(student responder system)는 학생에게 A·B·C·D 등의 기호가 있는 일련의 단추가 달린 반응기를 주고, 응답하고자 하는 내용을 사전에 기호화해 두고, 그것에 따라서 단추를 누름으로써 교원에게 반응하게 한다. 단추를 누르면 교사 앞에 반응 집계판이 있어서 정답의 백분율이나 또는 학생별로 나타나는 이해수준이 집계되어 보이게 하는 것이다. 이러한 단순한 장치에 대해서 교수기계나 CAI 등과 같이 상당히 복잡하고 자동화된 것도 있다. 이것은 지면·화면·스크린 또는 타자로 배워야 할 내용을 전하고, 그것을 어떻게 이해했는가 하는 것을 지면·화면·스크린 및 타자로 물어보고, 그것에 앞의 학생반응장치와 같은 원칙으로 된 것을 통해서 응답하게 한다. 그 응답에 대해서 즉시 정답이나 오답 또는 그 다음에 학습해야 할 것을 알려 준다. 그것에 따라서 학습하고 또 반응하고, 그것에 대해서 응답 또는 지시를 받는 것이다. 이 경우에는 학습의 스텝은 작고, 동시에 프로그램화 또는 구조화되어 있다.
끝으로 학습내용을 학생이 선정하기 위한 장치로 다이얼식을 들 수 있다. 이것은 다이얼 액세스 시스템(dial access system)이라고 하는데, 학생이 자기가 학습해야 할 것을 전화 다이얼을 돌리듯이 돌리면 배워야 할 내용과 연결되는데, 이것에는 유선 텔레비전(CCTV)형과 녹음형이 있다. 즉 다이얼을 돌리면 앞의 두 가지 과학기술 수단 중에 유선 텔레비전이나 녹음으로 학습내용을 전해 주고, 교수기계처럼 된 프로그램으로 학습하거나 자기가 선택한 학습을 끝내고 다른 것을 자기가 선택해서 학습하게 된다. 오늘날 전자계산기의 발전으로 교육에 관한 자료처리를 정확·신속하게 하는 데 기여하고 있다.

## 문제점
교육에 기술 수단을 도입한 당초의 동기는 교육의 질을 향상시키는 데 두었으나, 수단의 제한으로 인해 주로 시청각 매체를 이용하게 되었다. 이것은 학습의 통로를 시청각적인 것에 국한하게 된다. 그러면서도 비용이 많이 들어서 교육비 부족으로 제대로 이용하지 못하고 있다. 그런데 교육공학을 주장하는 입장 가운데는 과학기술 수단을 활용함으로써 교원의 부담을 경감하고, 나아가서는 교원봉급에 지불되는 비용을 절약할 수도 있다고 한다. 이러한 입장은 첫째, 기계가 교사를 대행(代行)하여 교육해서는 안 된다는 이론과, 둘째, 교사들의 반대라는 현실적인 문제에 부딪치고 있다. 이런 사실은 주로 공업화된 나라에서 경험하고 있는 일이다.

## 전망
공업화된 사회에서 하는 일은 세 가지로 분화되어 있다. 즉 첫째, 직접적으로 학생을 대상으로 하여 지도하고 가르치는 일, 둘째, 가르치고 배우는 일을 촉진하기 위해서 필요한 수단과 조건을 생산하고 정비하여 활용하는 것을 관리하는 일, 셋째, 교육을 창조적으로 향상하기 위해서 연구하고 개발하는 일이 있다.
교육에 과학기술 수단을 도입하는 것은 창조적 향상이므로 연구하는 일에 종사하는 사람들이 교육에 적합한 것을 고안하고 실험하여 교육의 질적 향상에 기여할 것을 창안·발명하고, 개발과 생산에 종사하는 사람들이 그 창안·발명된 것을 질 좋고 값싸고 간편하게, 그리고 손쉽게 전달되게 하고, 이것을 선용하고 절약하여 교육현장에서 활용하는 일 들 사이에 원활한 협력관계를 가지게 하는 일이 요청된다. 교육에 과학기술 수단을 쓸 것인가 아닌가의 문제보다는 어떻게 이들 여러 기능이 교육에서 알맞게 활용되도록 새로운 체제를 발전시키느냐 하는 문제는 앞으로의 과제이다.

## 같이 보기
- 교수 설계
- 원격 교육
- 교수기계